# دم‌اسب‌درختیان
دُم‌اسب‌درختیان (Casuarinaceae) تیره‌ای است از راش‌سانان درختی یا درختچه‌ای با گل‌آذین نر دُم‌گربه‌ای catkin و گُل‌پوش و برگ‌های تحلیل‌رفتهٔ شبیه به دُم اسب و ساقه‌های فتوسنتزکننده و گل‌های یک‌پرچمی و مادگی دوبرچه‌ای.
این تیره، تیره کوچکی است مرکب از یک جنس به‌نام دم‌اسب‌درختی Casuarina که غالباً در استرالیا و هند و مالزی می‌روید. تعداد کلی گیاهان آن‌ها نیز به ۵۰ گونه می‌رسند. گیاهان به صورت درخت یا درختچه و دارای ظاهری شبیه دم اسبان‌اند شاخه‌های بندبند و برگ‌های بسیار کوچک و قلمی مانند به تعداد ۴ تا ۲۰ تایی به صورت فراهم و بی‌حالت رشدنیافته دارند.
گل‌های آنها اصولاً فاقد پوشش واقعی – یک پایه یا دوپایه است. مجموعه گل‌های نر آن‌ها به صورت نوعی سنبلهٔ دراز (شاتون) در انتهای شاخه‌های جوانی که طول زیادتری دارند ظاهر می‌شوند ولی گل‌های ماده سنبله‌های کوچکی را تشکیل می‌دهند که در راس شاخه‌های کوتاه گیاه قرار دارند برخی از گونه‌های دم‌اسب‌درختی به علت ظاهر زیبایی که دارند به صورت درختان زینتی پرورش می‌یابند.